# Barrington (Illinois)
Barrington é uma aldeia localizada no estado americano de Illinois, no Condado de Cook e Condado de Lake.

## Demografia
Segundo o censo americano de 2000, a sua população era de 10.168 habitantes.
Em 2006, foi estimada uma população de 10.270, um aumento de 102 (1.0%).

## Geografia
De acordo com o United States Census Bureau tem uma área de 12,3 km², dos quais 11,9 km² cobertos por terra e 0,4 km² cobertos por água. Barrington localiza-se a aproximadamente 252 m acima do nível do mar.

## Localidades na vizinhança
O diagrama seguinte representa as localidades num raio de 8 km ao redor de Barrington. 